# Lola LC90
O LC90 é o modelo da Lola da temporada de 1990 da Fórmula 1. Condutores: Éric Bernard e Aguri Suzuki.

## Resultados[1]
(legenda) 
| Ano  | Chassi | Motor                | Pneus | N° | Pilotos      | 1   | 2   | 3   | 4   | 5   | 6   | 7   | 8   | 9   | 10  | 11  | 12  | 13  | 14  | 15  | 16  | Pontos | Posição |  |
| ---- | ------ | -------------------- | ----- | -- | ------------ | --- | --- | --- | --- | --- | --- | --- | --- | --- | --- | --- | --- | --- | --- | --- | --- | ------ | ------- |  |
|      |        |                      |       |    |              |     |     |     |     |     |     |     |     |     |     |     |     |     |     |     |     |        |         |  |
|      |        |                      |       |    |              | USA | BRA | SMR | MON | CAN | MEX | FRA | GBR | GER | HUN | BEL | ITA | POR | SPA | JAP | AUS |        |         |  |
| 1990 | LC90   | Lamborghini 3512 V12 | G     | 29 | Eric Bernard |     |     | 13† | 6   | 9   | Ret | 8   | 4   | Ret | 6   | 9   | Ret | Ret | Ret | Ret | Ret | 111    | 6º      |  |
| 1990 | LC90   | Lamborghini 3512 V12 | G     | 30 | Aguri Suzuki |     |     | Ret | Ret | 12  | Ret | 7   | 6   | Ret | Ret | Ret | Ret | 14† | 6   | 3   | Ret | 111    | 6º      |  |

† Completou mais de 90% da distância da corrida.
↑1  Utilizou o LC89B nos GPs: Estados Unidos e Brasil.